# Mishik Kazarián
Mishik Airazátovich Kazarián (28 de febrero de 1948 - 7 de abril de 2020) fue un físico ruso-armenio especializado en física y óptica con láser, ganador del Premio Estatal de la URSS en el campo de la ciencia y la tecnología, miembro extranjero de la Academia Nacional de Ciencias de Armenia, miembro de la Academia Prokhorov de Ciencias de Ingeniería de AM. Kazarián fue el creador del láser de pulso repetitivo más brillante en la región visible del espectro. 

## Biografía
El padre de Kazarián, Airazat Gabriélovich Kazarián, era médico y trabajaba en el Yerevan Medical Institute; su madre, Serik O. Vanuni, era una honorable doctora de la RSS de Armenia y una obstetra-ginecóloga en el Markaryan Yerevan Maternity Hospital. 
En 1970, se graduó de la facultad general y física aplicada del Instituto Ficotécnico de Moscú en la especialidad "Óptica y Espectroscopía". Desde 1970 trabajó en el Instituto de Física PNLebedev y en el Departamento de Luminescencia como investigador líder. En 1975 defendió su tesis doctoral y en 1989 la tesis Dr. Hab. Recibió el título de profesor. 
Los principales campos de investigación del Prof. Kazarián se relacionó con la creación de potentes láseres sintonizables, el estudio de los mecanismos físicos básicos responsables de la implementación del efecto 3D de plasma, la construcción de sistemas y dispositivos de televisión en color acústico-ópticos, medicina láser, el estudio de los mecanismos de aceleración con láser de micropartículas, estudios de fenómenos inducidos por la luz en dispersión de luz dinámica múltiple y aquacomplejos de deriva inducidos eléctricamente en soluciones acuosas, el desarrollo de nuevos enfoques para el problema de la separación de isótopos con láser, el desarrollo de nuevas soluciones al problema de la alternativa y la energía del hidrógeno, el desarrollo de nuevos materiales compuestos con una larga luminiscencia, la síntesis de nuevos nanomateriales. 
Fue uno de los principales científicos que trabajó en el campo de la física de los láseres de gas y los sistemas ópticos activos. Publicó una serie de informes en importantes revistas científicas y enciclopedias, patentes internacionales, 11 libros y 9 colecciones de artículos seleccionados en varias revistas internacionales. Publicó más de 500 artículos científicos. Estableció un nuevo método para excitar láseres de vapor de metal. Desarrolló láseres altamente eficientes que actualmente están disponibles comercialmente en Rusia. 
Por su trabajo en la física de láseres y sistemas ópticos, junto con los miembros del equipo recibieron el Premio Estatal de la URSS en el campo de la ciencia y la tecnología en 1980. 
Junto con A.M.Prokhorov, Yu.V. Gulyaev y Yu.A.Trutnev desarrollaron muchos aspectos de la física láser moderna y sus aplicaciones. 
En 2003 fue elegido miembro de pleno derecho de la Academia de Ciencias de Ingeniería A.M.Prokhorov y en 2008 miembro extranjero de la Academia Nacional de Ciencias de Armenia. 
Fue supervisor de muchos proyectos internacionales de ISTC y CRDF. Fue secretario científico del Consejo Científico sobre Luminescencia, miembro de los comités de programas y organización, presidente de las secciones en muchas conferencias nacionales e internacionales. 
Dio una conferencia sobre física de láseres y sus aplicaciones en muchos centros de investigación y universidades en Rusia y en muchos otros países. 
Bajo el liderazgo del Prof. Kazarián se preparó una serie de especialistas que trabajan en Rusia y en los países de la CIS y en el extranjero. 
Fue miembro del consejo editorial de las revistas científicas internacionales "Lasers in Engineering", "Alternative Energy and Ecology", miembro del Consejo de la Sociedad Física Euroasiática, miembro de la "Fundación Nacional de Ciencia y Tecnologías Avanzadas "en Armenia. 
Recibió la Medalla A.I.Berg (2013) y la Medalla N.N.Semenov. 
Tuvo dos hijos, una hija que es ginecóloga y un hijo que es cirujano. 
Kazarián murió el 7 de abril de 2020 en Moscú debido a complicaciones de COVID-19, 10 días después de que su esposa, quien también murió de COVID-19.